# 至聖三者聖スピリドン・セルビア正教会聖堂

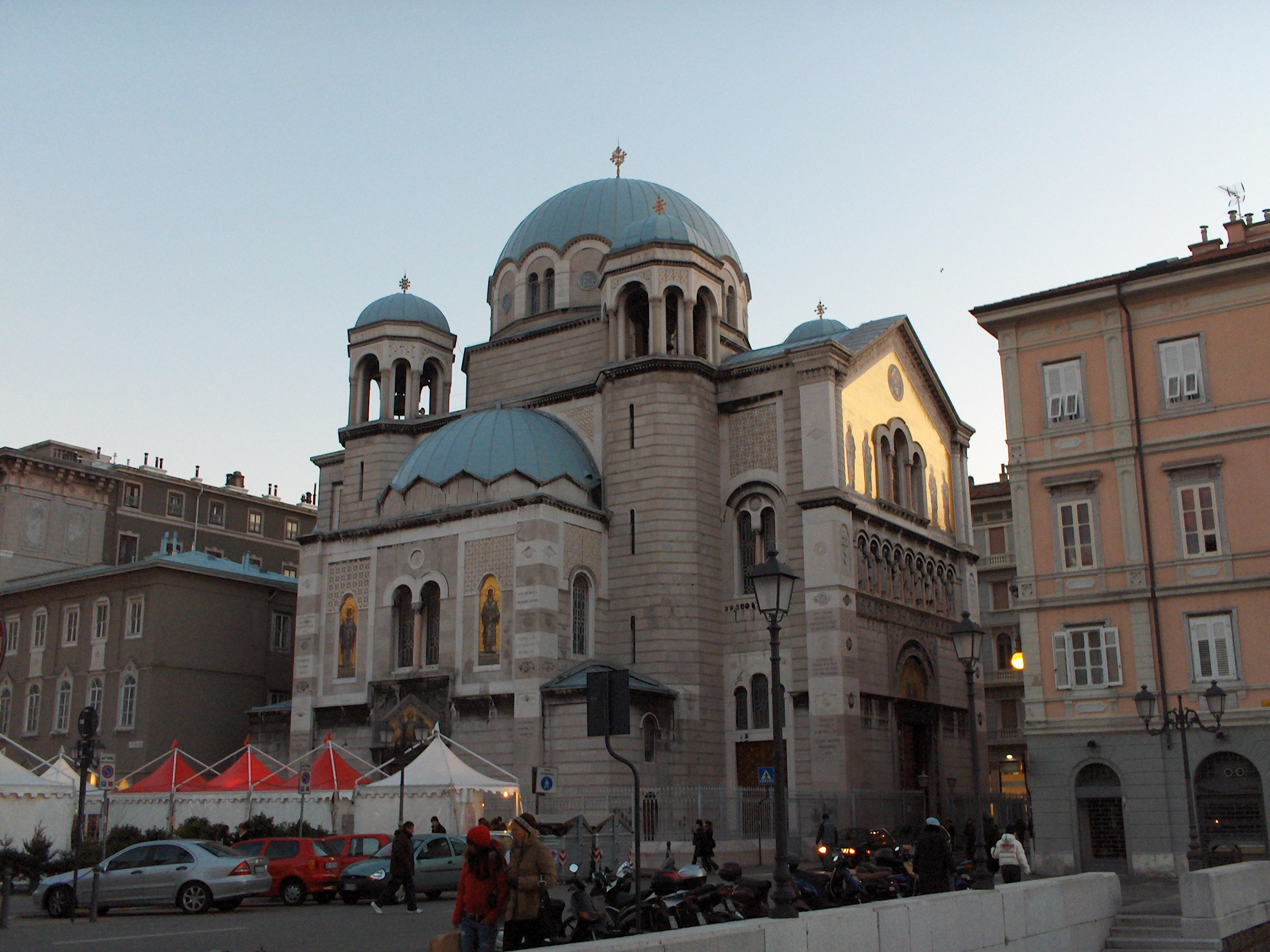
外観

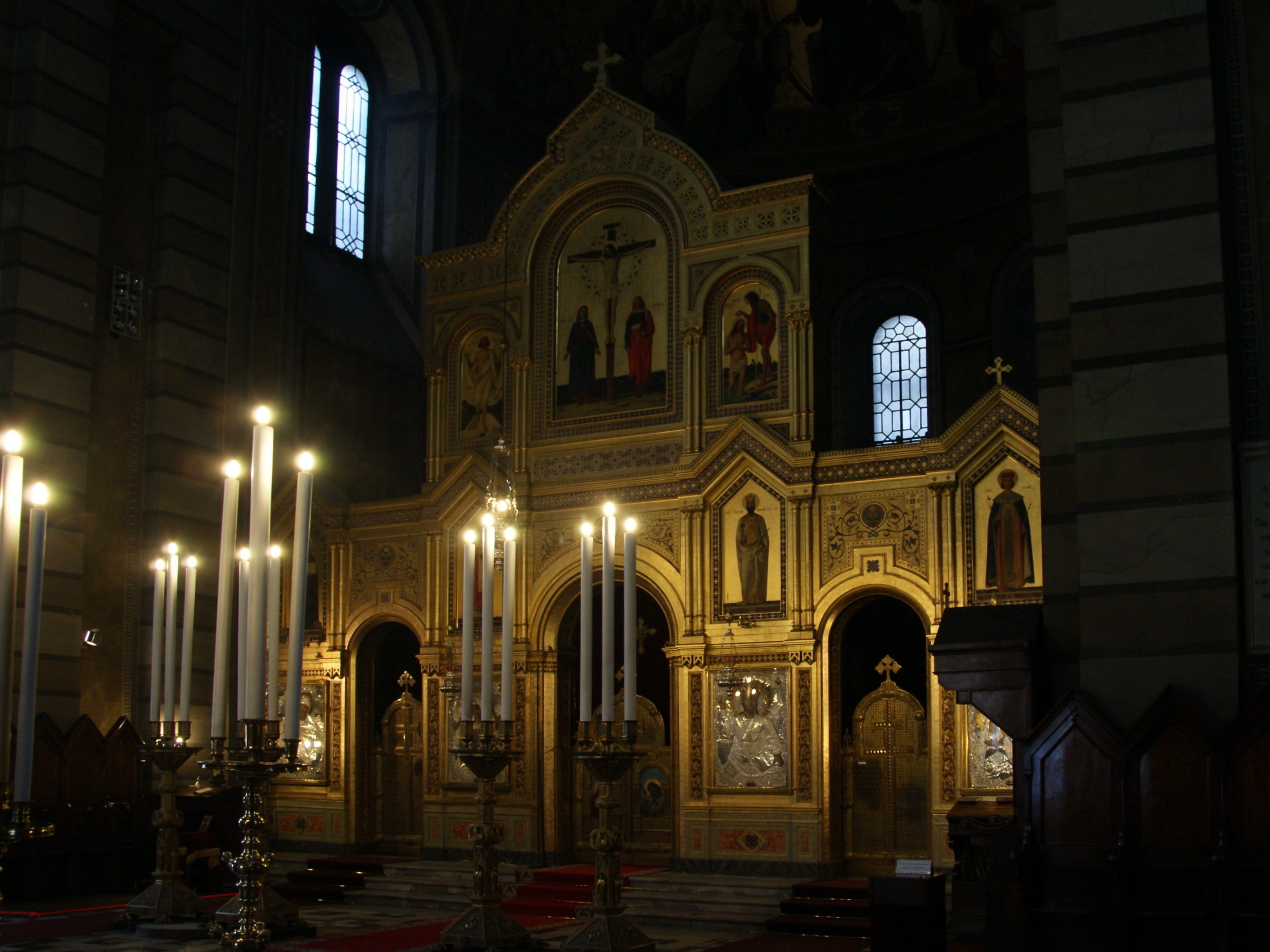
内観（正面・イコノスタシス）

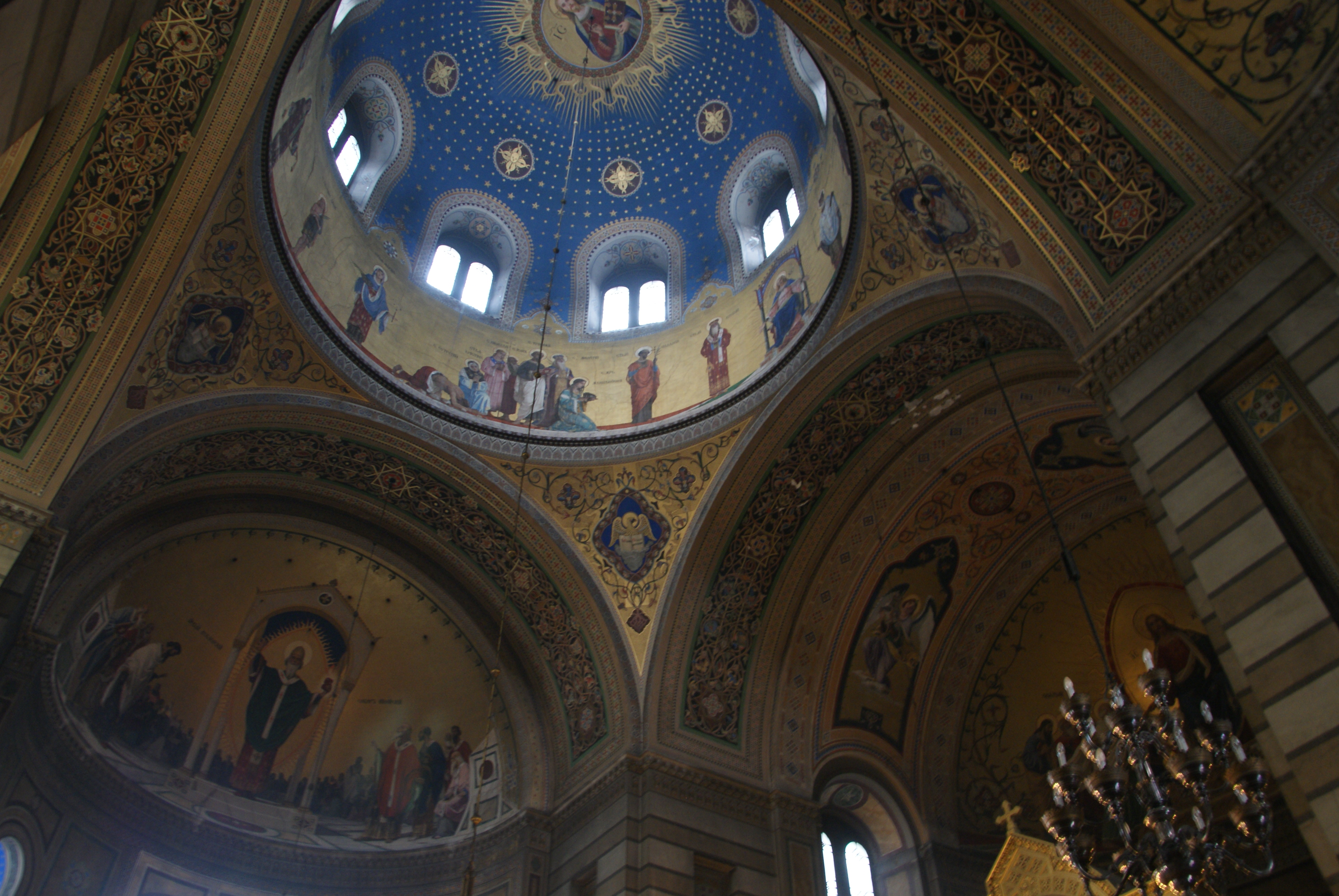
内観（ドーム内部）

至聖三者聖スピリドン・セルビア正教会聖堂（しせいさんしゃせいすぴりどん・せるびあせいきょうかいせいどう、イタリア語: Tempio serbo-ortodosso della Santissima Trinità e di San Spiridione）は、イタリア、トリエステにあるセルビア正教会の聖堂。単に聖スピリドン聖堂（セルビア語: Црква Светог Спиридона）とも呼ばれる。
18世紀、自由港であったトリエステに、オスマン帝国から流入して移住したギリシャ人およびセルビア人は、正教徒としての共同体を形成した。1751年にマリア・テレジアが宗教上の寛容令を発布したことは、正教の共同体形成を容易にしていた。こうしてギリシャ人によって聖ニコラオス教会、セルビア人によって聖スピリドン教会が建てられた（後者が本記事で扱っている教会である）。
聖スピリドン教会の設立によって、セルビア人正教徒たちは自分たちの言語（スラヴ語）で奉神礼を行うことが可能になった。
現在建っている聖堂は1869年に再建されたものである。建設に当たってはバロック建築や新古典主義建築より、ビザンティン建築（ネオ・ビザンティン建築）が様式として志向された。現地のギリシャ人からは、バロック・オーストリア・イタリアの色彩をもつトリエステに、セルビア人がその建築様式によってアイデンティティの刻印を押したと評されることがある。
現在でも本教会は活発に活動している。